# 杉村憲司 (建築家・弁理士)
杉村 憲司（すぎむら けんじ、1953年9月4日 - ）は、日本の建築家および弁理士。杉村萬国特許法律事務所の代表弁理士。

## 若いころ
杉村は1953年に、杉村萬国特許法律事務所の創設者杉村信近の孫として、東京で生まれた。 武蔵高校を経て早稲田大学に進学し、建築学を専攻した。

## キャリア

### 建築家
杉村は、1978年から1983年にかけてロンドンのノーマン・フォスター建築事務所に勤め、1983年から1986年にかけて香港で代理人を務めた。彼は香港上海銀行・香港本店ビルの建設に携わった。
その後、ロイ・フリートウッドをパートナーに、事務所設立。1988年に東京で杉村フリートウッド建築エンジニア建築事務所を主宰。

### 弁理士
建築家として25年のキャリアを経て、杉村は弁理士になる。2006年、家業を承継し、杉村萬国特許法律事務所の所長に就任。AIPPI、APAA、FICPI 、INTA、JPAAなどの知財組織に携わっている。FICPI-Japanの理事会のメンバーおよびJPAAのInternational Activities Center小委員会の委員を務めている。日本の知的財産慣行に関する記事を国際的な知的財産誌にいくつかの執筆している。彼の著述は、日本の知的財産慣行の新たな変化と傾向、日本の知的財産慣行と欧米の知的財産慣行との一般的な違い、そして日本の知的財産市場における業界固有の機会に焦点を当てている。

## 主な作品
- YKK生産技術センター （1992） [5]
- 世田谷文学館 （1995） [要出典]

## 賞歴
- 日本インダストリアルデザイン振興会（YKKものづくり技術センター）よりGマーク賞[6]
- 日本環境協会（YKKものづくり技術センター）よりエコマーク賞を受賞[6]

## 出版物
- N.フォスター、杉村憲司、 “Foster Associates, the architecture of the near future”. Space design:  5–68. (March 1982).
- 杉村憲司、 “未来技術への滑走 ノーマン・フォスターと建築のハイ・テクノロジー”. A+U:  37–46. (October 1983).
- 杉村憲司、 “建築は技術のゆえにより高く翔くか”. Space Design:  8–10. (January 1985).
- N. Foster、D。Sudjic、T。Fitzpatrick、M。Glover、C。Seddon、杉村憲司、J。Zunz、 “Foster Associates: Hong Kong Bank”. A+U:  19–150. (June 1986).
- N. Foster、 “Norman Foster, 1964-1987”. A+U: extra edition:  1–309. (May 1988). 、 “Norman Foster, 1964-1987”. A+U: extra edition:  1–309. (May 1988).
- 杉村憲司、 “大スパンを覆う照明システム エルコ社の照明器具AXISとGANTRY”. Space Design:  29–36. (October 1988).
- 杉村憲司著“Norman Foster”. 新建築:  271–272. (June 1991).
- 杉村憲司他、 “香港上海銀行におけるかたちの決め方 : 「メーカーまでおりていく」デザイン手法について”. Journal of architecture and building science:  38–39. (April 1994).
- 杉村憲司“Japan’s New Patent Rules”. Managing Intellectual Property. (February 2010).
- 杉村憲司、山崎貴弘、 “Effective Ways to Obtain Japanese Patents”. World Intellectual Property Review. (September 2011).
- 杉村憲司、Rebecca Chen、 “An Important Market: Software Patenting in Japan”. World Intellectual Property Review. (September 2012).
- 杉村憲司、Rebecca Chen、 “iPS Cell Technology Spurs Biological Patenting in Japan”. World Intellectual Property Review. (2013).
- 杉村憲司、Rebecca Chen、 “Border enforcement in Japan: a swift alternative to litigation”. World Intellectual Property Review. (2014).